# Jan van der Ploeg (priester)
Johannes Petrus Maria (Jan of Johannes) van der Ploeg O.P. (Nijmegen, 4 juli 1909 - aldaar, 4 augustus 2004) was een Nederlandse dominicaan, priester, hoogleraar, taalkundige, auteur, rooms-katholiek apologeet en archeoloog. Van der Ploeg was van 1960 tot 1961 rector magnificus van de Katholieke Universiteit Nijmegen. Van 1963 tot zijn overlijden was hij koorbisschop van de geünieerde Syrisch-Katholieke Kerk van Antiochië.

## Vroege leven
Van der Ploeg kwam uit een katholiek middenklassengezin van zeven kinderen. Zijn vader, Harke Antonius van der Ploeg (1876-1947), was hoofdonderwijzer aan een rooms-katholieke lagere school in Nijmegen. Van der Ploeg volgde van zijn elfde tot zijn zestiende de HBS in Maastricht en haalde er zijn einddiploma. Hij kreeg privé-lessen in Latijn en Grieks. Op 17-jarige leeftijd trad hij in bij de paters dominicanen te Huissen. Op het noviciaat volgde een verblijf in het studiehuis te Zwolle. In het eerste studiejaar koos hij Hebreeuws als extra vak en in het tweede jaar begon hij met een studie van de Oud-Syrische taal. Van der Ploeg volgde de hogere studie in de theologie, eerst te Huissen, later nog anderhalf jaar in het Franse dominicanerklooster Le Saulchoir.

## Wetenschappelijke carrière

### Priesterwijding en doctoraten
Op 6 juli 1932 werd Van der Ploeg tot priester gewijd. Aan de pauselijke dominicaanse universiteit Sint Thomas van Aquino (het 'Angelicum') te Rome promoveerde hij in 1934 cum laude tot doctor in de theologie op het proefschrift Les chants du serviteur de Iavé dans la seconde partie du livre d’Isaie (Nederlands: 'De gezangen van den dienaar van Jahweh in het tweede deel van het Boek Isaïas, ook Knechtsliederen in Deutero-Jesaja').
Hij doceerde Hebreeuws en Inleiding op het Oude Testament aan het kleinseminarie van de dominicanen te Zwolle. Na het behalen van het licentiaat in de Bijbelwetenschappen van de Pauselijke Bijbelcommissie te Rome in 1937 doceerde hij dezelfde vakken aan het dominicaner college Albertinum te Nijmegen.
Nadat tijdens de Tweede Wereldoorlog het Albertinum door de Wehrmacht gevorderd was, doceerde Van der Ploeg enkele jaren in Huissen. In 1944 schreef Van der Ploeg in Katholiek kompas, een illegaal blad dat in dat jaar door Louis Frequin werd uitgegeven, en volgens zijn eigen later gedane uitspraken moest hij enige tijd onderduiken bij een familielid in Bergen op Zoom.
Na de bevrijding doceerde hij aanvankelijk weer Hebreeuws in Zwolle en in 1946 weer in het Nijmeegse Albertinum. In de tweede helft van 1946 ging hij nogmaals naar Rome, waar hij summa cum laude tot doctor in de Bijbelwetenschappen promoveerde op het proefschrift Une sociographie d’Israel et de Juda au temps des rois (Nederlands: Een sociografie van Israël en Judea in de tijd der Koningen).

### Dode Zee-rollen
In 1947 kreeg Van der Ploeg verlof om naar Jeruzalem te gaan. Hij verbleef daar in de École biblique et archéologique Française van de dominicaner orde en volgde er colleges Arabisch en Bijbelse archeologie.
In zijn boek Vondsten in de woestijn van Juda (1958) beschreef Van der Ploeg als een pijnlijke gebeurtenis dat hij een van de eersten was die de Dode Zee-rollen van Qumran te zien kregen, maar dat hij helaas niet de enorme betekenis daarvan besefte. De Syrische bisschop Athanasius Yeshu Samuel toonde hem de rollen in juli 1947, maar Van der Ploeg had door tijdgebrek geen kans om de rollen ter plaatse te bestuderen. Hoewel de wetenschappelijke primeur hem ontging, ontwikkelde Van der Ploeg zich later wel tot autoriteit op het gebied van de studie van de Dode Zee-rollen.

### Magister en hoogleraar
Vanaf eind 1947 doceerde Van der Ploeg Oudtestamentische Wetenschappen en Hebreeuws in het Albertinum in Nijmegen. De dominicaner orde benoemde hem in 1950 tot magister (leraar, meester) in de theologie en lid van het bestuur van de Nederlandse provincie van de orde der dominicanen. In 1951 volgde zijn benoeming tot hoogleraar aan de toenmalige Katholieke Universiteit Nijmegen, als opvolger van de tot hulpbisschop van Utrecht benoemde Bernardus Alfrink. In het academisch jaar 1961-1962 was hij rector magnificus van deze universiteit.

### Overige wetenschappelijke activiteiten
Decennialang was hij bestuurslid van het Voor-Aziatisch Egyptisch Genootschap Ex Oriente Lux te Leiden. Ook was hij jarenlang lid van het Wetenschappelijk Directorium van het Nederlands Instituut voor het Nabije Oosten, eveneens te Leiden.
In 1958 werd Van der Ploeg benoemd tot lid van de Koninklijke Nederlandse Akademie van Wetenschappen te Amsterdam. Bij zijn afscheid als hoogleraar in 1979 werd hij benoemd tot Ridder in de Orde van de Nederlandse Leeuw, een beslissing die later onder veel kritiek kwam. (Zie hieronder onder "Beschuldiging van antisemitisme").
Van 1937 tot 1973 was hij lid van het bestuur - waaronder twee termijnen voorzitter - van de Stichting Apostolaat der Hereniging, die ijverde voor de hereniging van de afgescheiden oosterse kerken met Rome en voor waardering voor de oosterse erfenis. Zijn hierdoor ontstane contacten met kloosterzusters van de Syrische ritus uit Kerala in Zuid-India en zijn kennis van het Oud-Syrisch brachten hem vanaf 1963 tot reizen naar India, waar hij conferenties voor priesters hield en studie maakte van de in dit land aanwezige Syrische handschriften.
Na het Tweede Vaticaans Concilie kwam Van der Ploeg in conflict met het bestuur van dit Apostolaat der Hereniging, dat zich volgens hem schuldig maakte aan oecumenisme en leerstellig relativisme. In 1973 verliet hij deze stichting en hij richtte in 1976 de stichting Help Oosterse Christenen op, waarvan hij voorzitter werd. Deze stichting richtte zich op humanitaire en financiële hulpverlening aan zowel katholieke als van Rome afgescheiden oosterse christenen in met name het Midden-Oosten en Oost-Europa.

### Eredoctor
In 1999 ontving Van der Ploeg van de Universiteit van Chennai in India een eredoctoraat als waardering voor zijn catalogus en beschrijving van Syrische handschriften die in Kerala zijn gekopieerd en dateren van de 13de tot de 20e eeuw. De handschriften zijn te vinden in de bibliotheek van Kerala en bij lokale christenen, en bovendien te raadplegen in de universiteitsbibliotheken te Rome, Parijs, Oxford, Cambridge, Amsterdam en Leiden. Het doel was de bestudering van de geschiedenis van de zogenaamde Thomaschristenen in met name Zuid-India en op Ceylon, die naar verluidt door de apostel Thomas tot het christendom werden bekeerd in de 1e eeuw.

## Koorbisschop van Amid
Als gevolg van zijn werk voor het Apostolaat der Hereniging had Van der Ploeg al vanaf 1947 relaties in Libanon met de oosterse katholieken van de Syrische ritus. In december 1963 werd hij door kardinaal Tappouni, de katholieke patriarch van Antiochië der Syriërs, benoemd tot koorbisschop van de Syrisch-Katholieke Kerk van Antiochië. Tot zijn dood zou Van der Ploeg, hoewel tevens priester van de Latijnse Kerk, naast de traditionele dominicaanse (Latijnse) ritus ook regelmatig de Syrische ritus gebruiken in eucharistievieringen.

## Geloofsverdediging
In 1971 werd Van der Ploeg voorzitter van de dat jaar opgerichte Stichting tot Behoud van het Rooms-Katholieke Leven en hoofdredacteur van het door haar uitgegeven maandblad Katholieke Stemmen. In dit blad streed Van der Ploeg tegen wat hij zag als theologisch modernisme en de volgens hem toenemende afbraak van het bestaande geloof, die naar zijn mening grotendeels aan de Nederlandse bisschoppen en aan bepaalde lobbygroepen en parochiepriesters te wijten was. Ook hier kreeg hij echter meningsverschil. In 1984 verliet hij de redactie van Katholieke Stemmen en richtte hij in samenwerking met onder andere Toon Bongers het Katholiek Maandblad op, later Catholica geheten.
Bij het Vaticaan beklaagde Van der Ploeg zich veelvuldig over het in zijn ogen te progressieve en te vrijzinnige beleid van de Nederlandse bisschoppen onder leiding van kardinaal Alfrink en de theologische theorieën van Edward Schillebeeckx. Hij voelde zich steeds minder thuis binnen de Nederlandse tak van de dominicaner orde en verliet het Nijmeegse Albertinum om op zichzelf te gaan wonen.
In 1993 werd Van der Ploeg moderator van de dat jaar opgerichte Nederlandse afdeling van de Internationale Federatie Una Voce, die zich inzet voor de traditionele Romeinse ritus. Hij betuigde steun aan de antimodernistische aartsbisschop Marcel Lefebvre, maar hij volgde Lefebvre niet in diens breuk met Rome.
Op een bijeenkomst van de organisatie Una Voce beschreef hij in Düsseldorf in 1996 de evolutie van de Nederlandse Kerkprovincie na het Tweede Vaticaans Concilie als volgt:
"Gedurende en na het Concilie, begonnen modernisten het zaad van de twijfel te zaaien in de harten van de gelovigen. De traditionele catechismus werd afgeschaft. Vooral door de invoering van de nieuwe liturgie, en het gebruik van een nieuwe terminologie (de Heilige Mis werd voortaan 'dienst' genoemd, de priester werd 'degene die voorgaat in de dienst') werd men in het gunstigste geval doordrongen van een protestantse houding. Dit alles droeg bij tot een verlies van geloof en verslapping van het religieuze leven. De toestand verergerde toen priesters, beïnvloed door het modernisme, de gelovigen vertelden dat veel dingen die zij tot nu toe hadden geleerd niet waar waren."
Hij bleef tot het einde van zijn leven door middel van zijn publicaties in het Katholiek Maandblad (later Catholica) actief als apologeticus en verdediger van de orthodoxie in de Nederlandse Rooms-Katholieke Kerk. Hij onderhield contacten met verschillende behoudende katholieke stichtingen en lekenbewegingen, onder andere met de Stichting St. Jozef (Gerwen), de Priesterbroederschap van Sint Petrus en de Vereniging voor Latijnse Liturgie. Van der Ploeg zag onduidelijkheden en verwarringen in de conciliaire en na-conciliaire periode. Hij gaf blijk van teleurstelling over de verdeeldheid van de traditionele katholieke lekengelovigen in versplinterde eigen groeperingen, waardoor de rechtzinnige vleugel ondanks numerieke sterkte organisatorisch geen alternatief kon bieden voor de centraal georganiseerde progressieve organisaties als de Acht-Mei-beweging.
Van der Ploeg nam in de periode 1975-2004 vele malen openlijk afstand van de volgens hem in theologisch opzicht neo-modernistische lijn van zijn vroegere universiteit.
Kerkhistoricus Ton van Schaik verklaarde over Van der Ploeg: "Hij was een reactionair, maar wel volstrekt eerlijk. Bovendien was hij een talenwonder en een groot geleerde."

## Beschuldiging van antisemitisme

### Beschuldiging in "Vrij Nederland"
In december 1980 raakte Van der Ploeg in de media omstreden toen het weekblad Vrij Nederland herinnerde aan zijn op 28 februari 1940 verschenen boek Het Joodsche Vraagstuk. Een maatschappelijk probleem. Het blad noemde dit "een ongewoon smerig antisemitisch schotschrift", onder meer omdat hij de Joden hierin aanduidde als "de verstokte afstammelingen van de moordenaars van Christus" en op grond van passages als:
"Dit alles wijst op den zeer speciale aanleg en het eigenaardige karakter van den Jood. Het is hem er klaarblijkelijk om te doen zoo spoedig mogelijk iets te verdienen, daarom gunt hij zich liever niet de tijd van een lange voorbereiding, leert geen ingewikkelde ambachten, is er zelfs bij zijn universitaire studie op uit, zoo spoedig mogelijk klaar te komen."
"Als volk en ras hebben de Joden eigenschappen die bij anderen afkeer jegens hen opwekken. Reeds het joodsche uiterlijk stoot velen af en verder ook de joodsche manieren, de lawaaierigheid, de opdringerigheid, het gebrek aan bescheidenheid enz. van velen. Waar veel Joden samen zijn, in hotels, restaurants of andere gelegenheden, blijven de niet-Joden liever weg of worden zij ook wel weggedrongen".
Op de vraag van Vrij Nederland hoe de Orde van de Nederlandse Leeuw kon zijn toegekend aan wat het blad noemde "een onverbeterlijke antisemiet" als Van der Ploeg, antwoordde de toenmalige minister van Onderwijs Arie Pais: "Ik betreur het dat niet eerder mijn aandacht op dit aspect is gevestigd, want dat zou vermoedelijk tot een ander resultaat hebben geleid".
De beschuldiging in Vrij Nederland werd gevolgd door een brief van Prof. Dr. B.M.F. van Iersel, in 1979 decaan van de Nijmeegse theologische faculteit, waarin deze schreef dat binnen de faculteit "zo grote bezwaren tegen de onderscheiding bestonden dat het toenmalige faculteitsbestuur meende de uitreiking niet te kunnen bijwonen":
"Die bezwaren hadden te maken met de niet aflatende stroom van verdachtmakingen die Prof. van der Ploeg sinds jaar en dag publiceert met betrekking tot een aantal collegae en de faculteit in haar geheel. Eerlijkheid gebiedt mij te zeggen dat antisemitische publikaties bij de motivering van deze afwezigheid geen rol hebben gespeeld. De herinnering aan de oude publikaties was vervaagd."
Ook Van der Ploegs boek De Kerk en Israël uit 1954 werd door Vrij Nederland gehekeld, omdat de hoogleraar daarin - in overeenstemming met de klassieke Paulinische theologie - stelde dat de Kerk het nieuwe Israël, het nieuwe Godsvolk is, en dat de Joden weliswaar nog bij God geliefd zijn vanwege de verdiensten van hun voorvaderen, maar eveneens voor hun zielenheil noodzakelijkerwijs dienen toe te treden tot de éne Kerk van de ware, reeds gekomen Messias (voor theoloog Van der Ploeg gelijkstaande aan de katholieke Kerk). Deze leer staat bekend onder de naam substitutie- of vervangingstheologie.
Enkele Joodse organisaties vroegen tevergeefs de aan Van der Ploeg verleende ridderorde alsnog af te nemen. De Nijmeegse Universiteitsraad - onder wie kardinaal Willebrands - distantieerde zich van de voordracht die het College van Bestuur had gedaan.

### Weerwoord
In het dagblad De Stem reageerde Van der Ploeg op de beschuldigingen door te zeggen dat hij zich "beledigd" voelde "omdat hij ook in de oorlog verscheidene malen zijn leven voor de goede zaak in gevaar heeft gebracht".
"Toen ik in Huissen woonde heb ik meegewerkt aan "Katholiek Kompas". Toen ik schreef dat het niet uitmaakt of de bisschoppen in Nederland wél de NSB hadden verboden, terwijl hun Duitse collega’s dat niet deden met de NSDAP, omdat mijns inziens geen enkel christen daar lid van kon zijn, namen de Duitsers de gehele oplage in beslag. En ik heb toen ondergedoken gezeten in Bergen op Zoom bij een neef, die zijn leven met spionage riskeerde. Bovendien heb ik wel diensten verricht voor een illegale groep in Nijmegen waarmee ik veel contact had. Ik ben weleens op pad geweest om een paar joden ergens onder te brengen, hetgeen me niet gelukt is." Met stemverheffing: "En daarom kan ik helemaal niet hebben dat ze me op zo’n manier achtervolgen."
Op de vraag of hij na veertig jaar spijt had van het bewuste boek antwoordde hij:
 "Ik heb natuurlijk niet meer dezelfde opvattingen. Die evolueren. Maar in zoverre heb ik geen spijt, omdat ik meende mijn eigen oordeel te mogen vellen en hierover eerlijk te schrijven zoals ik toen dacht. Dan kun je je wel vergist hebben. Maar spijt kun je alleen hebben over een bedreven zonde."
Tegenover dagblad De Gelderlander verklaarde Van der Ploeg dat hij met zijn boek juist beoogd had om het opkomend antisemitisme in te dammen: als de joden te veel invloed zouden krijgen, zou volgens hem het antisemitisme toenemen. Bovendien had hij door zijn lange tijd in het klooster naar eigen zeggen maar weinig levenservaring opgebouwd.

### "Niet als antisemitisch beschouwd"
In hun standaardwerk over de houding van Nederlandse katholieken tegenover joden schrijven de historici Poorthuis en Salemink dat het boek Het Joodsche Vraagstuk in 1940 alsook in de eerste jaren na de Tweede Wereldoorlog niet als antisemitisch werd beschouwd.
In het bewuste boek noemde Van der Ploeg de Joden een "vreemde, gedegenereerde minderheid" binnen de Nederlandse bevolking, die via een numerus clausus voor bepaalde beroepen - banen bij de schrijvende pers, de radio en de film - aan banden moest worden gelegd, om op die manier hun ongewenste invloed op de rest van de bevolking zo veel mogelijk te beperken.
Van der Ploeg had in het boek overigens het onder christenen gangbare verwijt van de collectieve schuld van joden aan Godsmoord op moraaltheologische en historische gronden expliciet verworpen.
Tijdens zijn tijd in Palestina aan de École Biblique te Jeruzalem had Van der Ploeg weliswaar de beweging van het zionisme en de immigratie van joden naar het voorheen merendeels Arabische gebied met argusogen bekeken, en op eenzelfde manier de stichting van de staat Israël zeer kritisch beoordeeld, maar tegelijkertijd werkte Van der Ploeg nauw samen met de rabbijn en gerenommeerde Talmoedist Shmuel Safrai uit Jeruzalem. Rabbijn Safrai verving Van der Ploeg op diens verzoek herhaaldelijk als hoogleraar Hebreeuws aan de École Biblique.
In 1949, kort na het uitroepen van de staat Israël, werd Van der Ploeg vicevoorzitter van het antizionistische Comité Pro Palestina en huldigde in die functie mede de leus „Zionisme is een nieuw soort nazisme.”

### Commentaren na overlijden
Na zijn overlijden in 2004 verschenen necrologieën over Van der Ploeg in de dagbladen Trouw en de Volkskrant, die hem omschreven als een "antisemiet" en "vol gal en azijn”. Volgens de Volkskrant was Van der Ploeg een "oerconservatieve representant van de katholieke antisemieten" geweest, die "de joden beschreef als een minderwaardig ras dat beter overgebracht kon worden naar een braakliggend stuk land", en die het zionisme als "nieuw nazisme" had getypeerd.
In een in memoriam in een publicatie van de Koninklijke Nederlandse Akademie van Wetenschappen gaf de oudtestamenticus Ed Noort de volgende visie op de beschuldigingen met betrekking tot Het Joodsche Vraagstuk:
"In het licht van de latere geschiedenis is het in maart 1940 ‘cum permissu superiorum’ gepubliceerde boek van Van der Ploeg over "Het Joodsche vraagstuk, een maatschappelijk probleem" niet anders dan met huiver te lezen. (...) Zo komt bij hem een onheilige alliantie tot stand tussen een uit de verkiezingstheologie gepostuleerd joods superioriteitsgevoel, het boek Esther, het antisemitisme in de voor- en vroeg-christelijke tijd onder het motto ‘waar twee kijven, hebben twee schuld’ enerzijds en vermeende negatieve joodse eigenschappen, een bovenproportionele joodse invloed op het maatschappelijk leven en verantwoordelijkheid voor nationaal, zedelijk en godsdienstig verval anderzijds.
Als antisemitisme heeft Van der Ploeg dit zelf niet verstaan, integendeel hij wilde met zijn studie explosies van antisemitisme in het toenmalige klimaat verhinderen. Ondanks alle noodzakelijke relativering bij het oordeel van een later geborene over de taal van de tijdgeest, kan het oordeel niet anders luiden dan dat deze studie pseudo-wetenschappelijk, historisch naïef en theologisch gevaarlijk is. Dat betekent echter geenszins dat Van der Ploeg aan de kant van de Duitse bezetter stond. Hij schreef in de ondergrondse pers en zat enige tijd ondergedoken."

## Laatste jaren en overlijden
In zijn laatste jaren beperkte Van der Ploeg zijn werkzaamheden, maar hij bleef als schrijver van artikelen en moderator van Katholiek Maandblad actief. Ook bedreef hij tot het laatst toe actieve zielzorg. Op 6 juli 2002 bezocht ook kardinaal Simonis de receptie ter gelegenheid van zijn 70-jarig priesterjubileum. Vele activiteiten en functies van Van der Ploeg werden in diens laatste jaren overgenomen ofwel intensief ondersteund door zijn naaste medewerker Toon Bongers, onder meer in de Stichting de Oude Mis, Stichting Help Oosterse Christenen en Van der Ploegs "eigen" Stichting voor Kerk en Geloof.
Op 4 augustus 2004 overleed Jan van der Ploeg op 95-jarige leeftijd in zijn woning in Nijmegen. Hij werd begraven op het kerkhof der dominicanen te Rijckholt, Limburg.

## Lijst van werken (onvolledig)
- Knechtsliederen in Deutero-Jesaja, Vaticaanstad, 1934.
- Schrift en overlevering, Utrecht, 1938.
- Het Joodsche vraagstuk, een maatschappelijk probleem, Zwolle, 1940.
- Oud Syrisch monnikswezen, Leiden, 1942.
- Les sens du verbe hébreu ברא bara', étude sémasiologique, le Muséon 59 (1946), 143–157.
- Fondaments bibliques d’une sociographie d’Israël, Rome, 1946.
- De Kerk en Israël, Roermond, 1954.
- Het Boek der Spreuken vertaald en uitgelegd, Roermond, 1952.
- Het Boek Prediker vertaald en uitgelegd, Roermond, 1953.
- Het Boek der Psalmen vertaald en uitgelegd, 2 delen, Roermond, 1973-1976.
- Psalmen, uit de grondtekst vertaald en van korte inleidingen en aantekeningen voorzien, Roermond, 1963.
- Vondsten in de woestijn van Juda, Roermond, 1e druk 1958, 2e druk 1970 (ook in het Engels en Duits uitgegeven in New York en Parijs).
- Le rouleau de la guerre, traduit et annoté, Leiden, 1959.
- Ik geloof. Het Credo toegelicht, de sacramenten, Maria, Tilburg, 1983.
- The Christians of St. Thomas in South-India and their Syriac manuscripts, Rome-Bangalore, 1983.
- In beeld en gelijkenis (de parabels), 1989.

Zie ook:
- Von Kanaan bis Kerala. Festschrift für Prof. Mag. Dr. Dr. J.P.M. van der Ploeg O.P. zur Vollendung des siebzigsten Lebensjahres am 4. Juli 1979. Überreicht von Kollegen, Freunden und Schülern, Kevelaer/ Neukirchen-Vluyn, 1982.